# Aturus estellae
Aturus estellae är en kvalsterart som beskrevs av Herbert Habeeb 1953. Aturus estellae ingår i släktet Aturus och familjen Aturidae. Inga underarter finns listade.